# دره، جیبوتی
دره یا درة (به فرانسوی: Dorra) (به عربی: درة) شهری در منطقهٔ تاجوره واقع در کشور جیبوتی است که در سال ۲۰۰۵ میلادی دارای ۱٫۸۷۳ نفر جمعیت بود.